# 徳島県道299号四方原海部線
徳島県道299号四方原海部線（とくしまけんどう299ごう しほうばらかいふせん）は、徳島県海部郡海陽町を通る一般県道である。

## 概要
海部郡海陽町四方原から海部郡海陽町奥浦に至る。国道55号を降格した道路で、沿道には民家や商店が立ち並ぶ生活道路である。

### 路線データ
- 起点：海部郡海陽町四方原（国道55号交点）
- 終点：海部郡海陽町奥浦（徳島県道197号鞆奥港線交点）
- 総延長：1.9 km[1]

## 歴史
- 1972年（昭和47年）3月10日 - 認定。

## 路線状況

### 道路施設

#### 橋梁
- 海部川橋（海部川、海部郡海陽町）

## 地理

### 通過する自治体
- 徳島県
  - 海部郡海陽町

### 交差する道路
| 交差する道路          | 交差する場所 | 交差する場所 |
| --------------------- | ------------ | ------------ |
| 国道55号              | 四方原       | 起点         |
| 徳島県道197号鞆奥港線 | 奥浦         | 終点         |

### 沿線
- 徳島県立海部高等学校
- 海陽町立海南小学校
- 海陽町役場
  - 海南庁舎
  - 海部庁舎（終点付近）